# 招商银行
招商银行（上交所：600036，港交所：3968，上交所：360028（優先股）），簡稱招行，成立于1987年4月8日，是中国第一家完全由企业法人持股的全国性股份制商业银行，由在港國營企業招商局集團创办，是中国内地规模第六大的银行。它是香港中資金融股的八行五保之一。
总行设在深圳，控股股东为招商局集團。

## 沿革

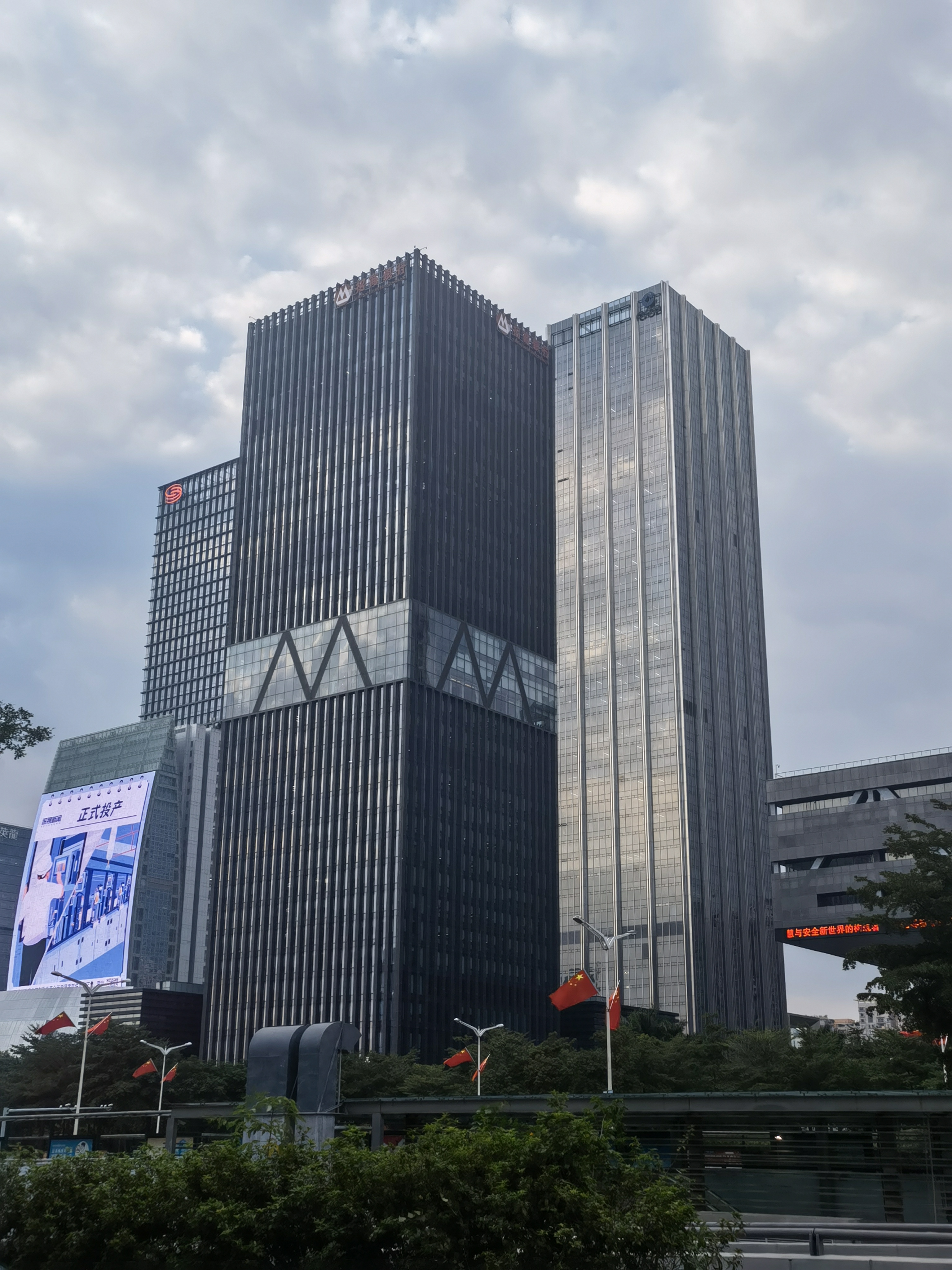
招行深圳分行大厦

1987年，中國人民銀行批准招商局發起創立招商銀行。
招商银行于1995年7月推出了银行卡“一卡通”，并在1999年9月启动中国首家网上银行“一网通”，成为众多企业和电子商务网站广泛使用网上支付工具，在一定程度上促进了中国电子商务的发展。2010年4月8日，招商银行宣布正式推出新服务品牌“i理财”。
2002年4月9日，招商银行A股在上海证券交易所挂牌上市。2006年9月8日，招商銀行開始在香港公開招股，發行約22億股H股，集資最多200多億港元，並在9月22日於香港交易所上市。
2008年6月3日，招商銀行以193億港元（約172億元人民幣）的現金總額，或每股156.5港元的價格有條件收購以伍宜孫家族為首的股東所持有的永隆銀行53.12%的股權，后于2009年收购余下股权，完全控股永隆银行，使之成為其下的全資子公司。2018年10月1日，永隆銀行改名為招商永隆銀行。
2016年12月26日，招商銀行以59億5千萬人民幣，投得深圳灣超級總部基地一幅臨海用地，鄰近中信金融中心及深灣匯雲中心，將會建成招商銀行全球總部大廈。該項目將會由英國著名建築師霍朗明設計。招商银行是深圳大运会银行合作伙伴。银行持有招商基金55%股權。
2016年1月19日，经中国银监会和英国金融监管当局批准，招商银行伦敦分行正式成立。这是中国股份制银行在英国获准成立的首家分行。
2021年10月，被评估认定为国内系统重要性银行。

## 信用卡业务
信用卡作为中间业务的一种，在近年发展为招商银行的重点业务之一，2002年12月，招商银行发行了第一张国际信用卡，此后，其不断的加强其信用卡业务，2005年信用卡业务实现收入4.1亿元，2006年4月8日，招商银行宣布其“信用卡发卡量在国内银行同业中率先突破500万张，占有了国内双币种信用卡市场超过30%的份额，成为国内最大的国际标准信用卡发卡行。”，并于同日推出“失卡万全保障”，即客户信用卡丢失或失窃后，挂失前48小时内发生的被冒用损失，可以向招商银行申请补偿，是继广发银行之后，大陆第二家提供类似服务的银行。2008年9月11日，招商银行宣布“信用卡发卡已突破2,300万张，在国内国际标准信用卡市场上居领先地位，且消费金额自2008年来，累计已突破900亿元，以超出40%的市场占有率傲视同业。”
截至2020年12月31日，招商银行信用卡流通卡9,953.16万张，流通户6,670.93万户，信用卡贷款余额7,466.06亿元；2020年全年实现信用卡交易额43,410.71亿元，信用卡利息收入563.38亿元，信用卡非利息收入261.75亿元。

## 慈善参与
2008、2009年，招商银行与壹基金合作，相继推出壹基金爱心信用卡和壹基金爱心一卡通，为热心于公益事业的持卡人提供了一条方便快捷的捐赠渠道，推广了壹基金慈善理念。

## 爭議
招商銀行曾違規代銷五礦信託鼎興1號至15號信托產品，在2022年3月30日到期後無法兌付，投資方向為房地產融資，起購門檻為100萬元和500萬元人民幣，期限為18個月。招行原行長田惠宇因此被免職。同年6月27日，青海西寧法院公佈米哈遊和莉莉絲訴五礦信託「營業信託糾紛」一案，將於7月25日公開審理。